# 博士の白衣女子攻略論
博士の白衣女子攻略論（はかせのはくいじょしこうりゃくろん）は、日本の漫画家である香日ゆらの四コマ漫画作品。芳文社の『まんがタイムファミリー』にて2011年8月号から2013年12月号まで連載。

## 概要
とある企業の検査機関で事務員として働く事になった主人公の丹沢と理系出身の研究員達の人間模様を、化学的な豆知識も交えながら描いた作品。

## 登場人物
本作品における主な登場人物について紹介する。作者曰く、化学を題材としている作品であるだけに登場人物の名前も元素からとろうと考えたとのこと。なお話数については単行本に掲載された作品順である。
丹沢 春香（たんざわ はるか）
研究所事務員。分析部署の中では唯一の非理系の人間で、名前の由来は姶良丹沢火山灰から。非理系出身で化学に疎く、自分が思い浮かべていた科学者と実際のギャップや戸惑う事が多い。第二十八話で塩見と交代で別部署に異動となったが、最終話で分析に復帰した。
水野 博士（みずの ひろし）
通称は「ハカセ」、名前が「博士」であることに由来して呼ばれるようになった。名字は身近な物質である水から由来している。空間把握能力に優れており、髪を切った事に確実に気づく。話が飛びまくり関係のない話まで長々と聞かされる羽目になる事から、やや警戒されている。「ハカセ」と呼ばれる事が多いが、本人自身の学位は修士で、業績として書く事ができる研究発表は結構あったものの論文を書くのが苦手なため博士課程には進まなかったとの事。お菓子作りが得意な模様。
赤星 聡美（あかぼし さとみ）
研究員。作者曰く「勝手に「私赤星なんで」言い始めた」とのこと。一見きつそうに見えるが、根は親切。中学校時代は陸上部で中距離走の選手をしていた。
須藤 千恵（すとう ちえ）
研究員。第二話から登場。名前の由来は金属元素である「ストロンチウム」から。握力は男性並みでしっかり者に見えるが、スイーツには目が無く、やや太り気味。第二十二話で高等専門学校出身であることが判明しているが、数学や物理は得意ではなく理系といわれることには抵抗がある模様。
白銀 祐二（しろがね ゆうじ）
研究員。第五話から登場。由来は「白銀」から。博士号を取得するため大学院の博士課程後期に在籍中で、博士でないのに水野が「ハカセ」と呼ばれる事に納得がいかない様子。太平洋側の寒冷地域出身で姉と妹がいるためか、女性に虐げられ慣れている。最終話で博士号を取得したことが明らかになった。
住谷 貴弘（すみや たかひろ）
研究所の総括主任。名前については決まっていたが、名字については難産の末に人当たりがよいという事で手（原子価）が四本の「炭素」から「住谷」と名付けられた。検査員に仕事を割り振るのが主な仕事で普段はスーツ姿が多いが、本人も理系出身で白衣を着て試験を行うときもある。丹沢が来る前は、分析部署における事務仕事もしていた（丹沢が来る前に来た事務員はみんな数ヶ月でやめていたため）。
博士の奥さんと娘さん
第十五話で初登場。博士の奥さんと娘さんと判明したのは第十六話である。名前については不明で作者いわく、出す予定がなかったので決めていなかったとのこと。奥さんは住谷の妹で、大学入学前の見学の際に、博士に会って「虫っぽい」という理由で一目ぼれし、入学から1年ほど経って博士と結婚した。結婚の理由は「希少種は周辺環境を整えてさりげなく保護すべきでしょ」。娘は初登場時は中学生で最終話で高校生になったことが判明。父親の博士と母親については「変だ」と思っている。
外崎凛子（とのさきりんこ）
第二十一話で初登場。名前の由来は「体育会系の熱い子だから」という理由でパッと燃えやすいリンから「凛」と名づけられた。試験補助のバイトとして採用されたが、大学1年生の時から研究所には何度が顔を出しており、丹沢以外のメンバーとは顔なじみ。博士の写真を携帯電話の待ち受け画像にしている程の博士ファンである。ちなみに写真は博士の奥さんから貰った物で、外崎は彼女のことを「師匠」と呼んでいる。最終話で県外の大学院に進学した。
塩見（しおみ）
第二十八話で初登場。名前は綺麗好きというイメージから、漂白・滅菌作用がある塩素に由来している。

## 単行本
- 香日ゆら『博士の白衣女子攻略論』 芳文社〈まんがタイムコミックス〉、全2巻
  1. 2012年10月21日初版発行（2012年10月6日発売[12]）、ISBN 978-4-8322-5123-6
  2. 2013年11月22日初版発行（2013年11月7日発売[12]）、ISBN 978-4-8322-5243-1